# Rokitnica (województwo dolnośląskie)

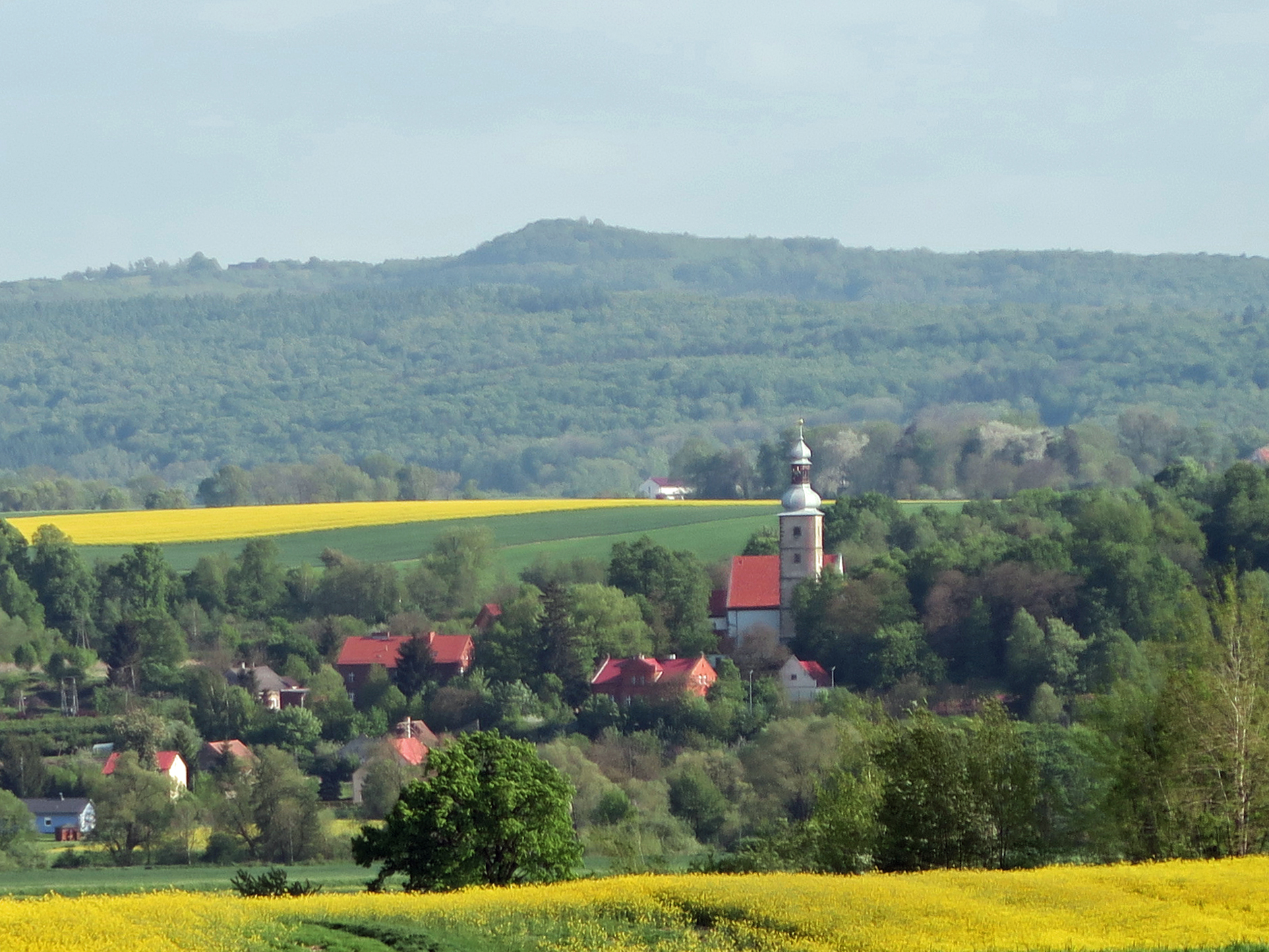
Rokitnica – widok od północy

Rokitnica (niem. Röchlitz) – wieś w Polsce położona w województwie dolnośląskim, w powiecie złotoryjskim, w gminie Złotoryja, na Pogórzu Kaczawskim w Sudetach, na pograniczu z Niziną Śląsko-Łużycką (Równiną Chojnowską).

## Podział administracyjny
W latach 1975–1998 miejscowość należała do województwa legnickiego.

## Położenie
Miejscowość leży w rozszerzeniu doliny Kaczawy. Rozwinęła się ona przy dwuczłonowym grodzie, wystawionym na niewielkim wzgórzu o wysokości 203 m n.p.m.

## Historia
Rokitnica powstała w wyniku rozbudowy grodu. Gród został wzniesiony w pierwszych latach XIII wieku przez księcia Henryka I Brodatego, który często się w nim zatrzymywał. On to nadał także prawa górnicze miastu Złotoryja. Nazwę miejscowości w zlatynizowanej staropolskiej formie „Rochetnicz” oraz „Rokethnicz” wymienia spisany około 1300 roku średniowieczny łaciński utwór opisujący żywot świętej Jadwigi Vita Sanctae Hedwigis.

## Zabytki
Do wojewódzkiego rejestru zabytków wpisane są:
- kościół filialny pw. św. Michała Archanioła, dawniej św. Bartłomieja, wczesnogotycki, pochodzi z połowy XIII wieku. Został ufundowany przez świętą Jadwigę. W 1451 roku, uległ on częściowemu zniszczeniu. Odbudowany na przełomie XV i XVI wieku. W latach 1710–1713 przebudowano kościół w stylu barokowym, m.in. poprzez dodanie empor. W roku 1959 dokonano konserwacji kościoła[6]. Obecnie jest to kamienna budowla jednonawowa z półokrągłą absydą i nielicznymi wąskimi, długimi oknami. Wieżę umieszczono od zachodniej strony. Prezbiterium pokryte jest sklepieniem krzyżowo-żebrowym, natomiast sklepienie nawowe – kolebkowym. W wyposażeniu wnętrza dominuje późny barok – wyróżnia się ołtarz główny i rzeźby Ukrzyżowania na belce tęczowej. W prezbiterium znajduje się kamienne sakramentarium. W ściany wbudowano szereg manierystycznych i barokowych nagrobków, pochodzących z przełomu XVII i XVIII wieku. Na terenie kościelnym stoi kaplica słupowa Matki Boskiej z baldachimem i wmurowaną tablicą o następującej treści: Królowej nieba i ziemi, na 1000-lecie Chrztu Polski, parafianie Rokitnicy i Kozowa, 966–1966. Kaplica otoczona jest żeliwnym płotkiem
- cmentarz przykościelny
- cmentarz parafialny, z 1885 r.
- zamek, w ruinie, powstał na podwalinie dawnego grodu około XIII w. Należy do najstarszych budowli murowanych w Polsce. Źródła historyczne potwierdzają, że w zamku miodowy miesiąc, z dala od spraw państwowych, spędzał Henryk I Brodaty z żoną Jadwigą.